# Martin Schöffmann
Martin Schöffmann (* 31. März 1987 in Leoben) ist ein ehemaliger österreichischer Radrennfahrer. Er ist mit Nathalie Birli verheiratet und hat mit ihr ein Kind.

## Sportliche Laufbahn
Martin Schöffmann begann seine Karriere 2008 bei dem österreichischen Continental Team RC Arbö Resch & Frisch Gourmetfein Wels. 2008 und 2009 wurde er nationaler Meister im Straßenrennen der U23-Klasse, 2009 zudem nationaler U23-Bergmeister. 2011 gewann er das ungarische Eintagesrennen Grand Prix Betonexpressz 2000. 2012 belegte er in der Gesamtwertung der Oberösterreich-Rundfahrt Platz zwei. 2015 beendete er seine Radsportlaufbahn. Schon zuvor hatte er ein Studium aufgenommen.

## Erfolge
2008
- Österreichischer U23-Meister – Straßenrennen

2009
- Österreichischer U23-Meister – Berg
- Österreichischer U23-Meister – Straßenrennen

2011
- Grand Prix Betonexpressz 2000

## Teams
- 2008 RC ARBÖ Wels Gourmetfein
- 2009 Elk Haus
- 2010 Vorarlberg-Corratec
- 2011 WSA-Viperbike Kärnten
- 2012 WSA-Viperbike Kärnten
- 2013 WSA
- 2014 WSA-Greenlife
- 2015 Team Felbermayr Simplon Wels